# أتراك في إيطاليا
الأتراك في إيطاليا، كما يشار إليهم بـ إيطاليين أتراك أو أتراك إيطاليين، (باللغة التركية: İtalya Türkleri) يشير إلى المواطنين الإيطاليين من أصل تركي كامل أو جزئي. على الرغم من أن بعض الأتراك قدموا إلى إيطاليا كمهاجرين عثمانيين، فإن غالبية الأتراك الإيطاليين ينحدرون من جمهورية تركيا؛ علاوة على ذلك، كانت هناك أيضًا هجرة تركية من دول أخرى ما بعد الفترة العثمانية بما في ذلك المجتمعات التركية العرقية التي انتقلت إلى إيطاليا من البلقان (على سبيل المثال من بلغاريا واليونان وكوسوفو ومقدونيا الشمالية ورومانيا) وجزيرة قبرص وشمال إفريقيا (خاصةً من مصر وتونس) ومؤخرا العراق وسوريا.

## تاريخ

### الهجرة التركية من الإمبراطورية العثمانية

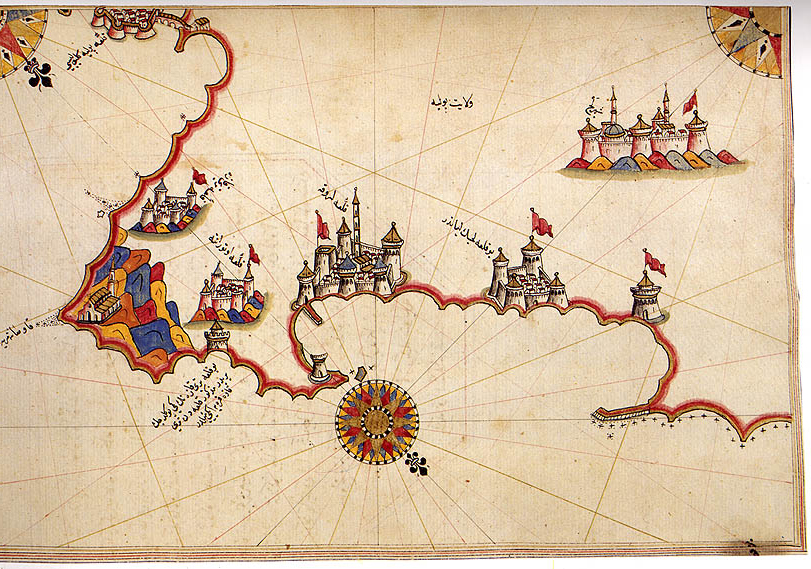
خريطة أوترانتو بواسطة بيري ريس.

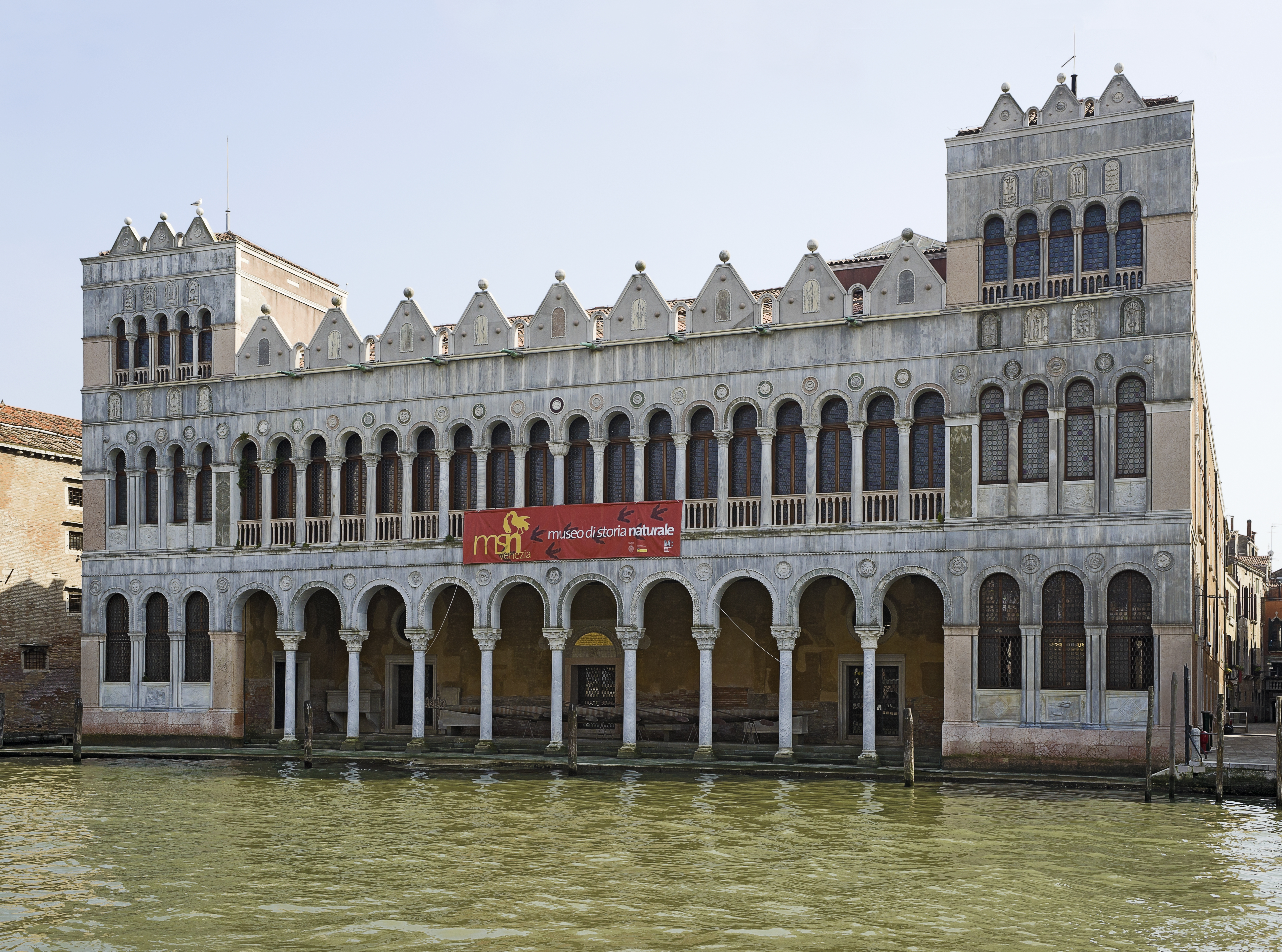
Fondaco dei Turchi، فندق الأتراك.

خلال القرن الخامس عشر، كانت الإمبراطورية العثمانية تتوسع بقوة في جنوب شرق أوروبا. أكملت غزو واحتلال الإمبراطورية البيزنطية عام 1453 تحت حكم السلطان محمد الثاني بغزو القسطنطينية وغالاتا. استولت على آخر معاقل جنوة في البحر الأسود عام 1475 واستولت على مستعمرة البندقية اليونانية وابية عام 1479. غزت القوات التركية منطقة فريولي في شمال شرق إيطاليا عام 1479 ومرة أخرى في عام 1499-1503. تم الاستيلاء على ميناء أوترانتو البولياني، الذي يقع على بعد حوالي 100 كيلومتر جنوب شرق برينديزي، في عام 1480، ولكن تم هزيمة الأتراك هناك في عام 1481 عندما توفي محمد واندلعت حرب من أجل خلافته. هزم جم سلطان، المتظاهر بالعرش العثماني، على الرغم من دعمه من قبل البابا. هرب مع عائلته إلى مملكة نابولي، حيث منح البابا أحفاده الذكور لقب برينسيبي دي سعيد في عام 1492. عاشوا في نابولي حتى القرن السابع عشر وفي صقلية حتى عام 1668 قبل الانتقال إلى مالطا (التركية الإيطالية: Итољйон Тұрклори).
من أوائل القرن السابع عشر حتى عام 1838، كان Fondaco dei Turchi (مستودع الأتراك) بمثابة مبنى غيتو واحد للسكان الأتراك العثمانيين في البندقية (وبالتالي "dei Turchi"). ثم أصبح المبنى كمنزل ومستودع وسوق للتجار الأتراك. عندما غزا نابليون بونيبارت الجمهورية البندقية وألغاها في عام 1797، استمر التجار الأتراك في العيش في القصر حتى عام 1838.

#### أتراك موينا
في عام 2011، نشر عالم التركيات الإيطالي إرمانو فيسينتاينر دراسة عن أتراك موينا بعنوان "La Presenza Turca Dimenticata In Italia: I Turchi Di Moena". وقد جادل بأن أحفاد الأتراك العثمانيين الذين استقروا في المنطقة خلال القرن السابع عشر قد «تم نسيانهم» في إيطاليا. ومع ذلك، غالبًا ما يُشار إلى موينا باسم «ريوني ديلا تورتشيا» (المنطقة التركية)،  نسبة إلى جندي عثماني أسطوري وصل إلى المدينة خلال معركة فيينا عام 1683. يُعرف باسم حسن أو إل توركو، وقد تم إعلانه كبطل من قبل السكان المحليين لثوره على الضرائب غير العادلة لدوقية أوغسبورغ. تزوج من امرأة محلية ولديه عدة أطفال. بعد ذلك، أبقى أبناؤه وأحفاده  ذكراه حية وشهد السكان المحليون درجة معينة من التترك.  في الواقع، يواصل السكان المحليون اليوم الاحتفال بالتاريخ العثماني التركي للمدينة كل صيف من خلال استعراض وارتداء الملابس التركية العثمانية التقليدية وعرض الأعلام التركية في جميع أنحاء المدينة.

### الهجرة التركية من البلقان

#### بلغاريا
بدأ البلغار الأتراك الهجرة إلى إيطاليا في أواخر الثمانينيات بسبب ما يسمى بـ «مشروع النهضة» في ظل الحكم الشيوعي البلغاري (1984-1989). قوبلت سياسات مشروع النهضة أو التبلغر العدوانية التي استهدفت الأقلية العرقية التركية بمقاومة من قبل العديد مما أدى إلى إرسالهم إلى السجن أو معسكر العمل في بيلين ثم ترحيلهم من بلغاريا؛ نتيجة لذلك، هرب العديد من البلغار الأتراك إلى تركيا وأوروبا الغربية، ووصل البعض إلى إيطاليا.
أصبحت الشبكة الاجتماعية للموجة الأولى من الهجرة السياسية للبلغار الأتراك أساس هجرة العمالة إلى أوروبا الغربية بعد انهيار النظام الشمولي في بلغاريا في أواخر عام 1989. وهكذا، فتح الحفاظ على القرابة فرصة للعديد من البلغاريين الأتراك لمواصلة الهجرة إلى الدول الأوروبية مثل إيطاليا.
في الآونة الأخيرة، خلال توسيع الاتحاد الأوروبي عام 2007، أصبحت بلغاريا عضوًا في الاتحاد الأوروبي مما أدى إلى زيادة هجرة البلغار الأتراك بسبب حقوقهم في حرية التنقل كمواطنين في الاتحاد الأوروبي. وهكذا، فإن هجرة البلغار الأتراك إلى إيطاليا في القرن الحادي والعشرين قد سبّبها الوضع الاقتصادي وركود سوق العمل في بلغاريا. 

#### مقدونيا الشمالية
انضمت الأقلية التركية في مقدونيا إلى المواطنين المقدونيين الآخرين في الهجرة إلى إيطاليا، وقد وصل معظمهم خلال تفكك يوغوسلافيا. في عام 2021، حث فوركان شاكو، وهو وزير مقدوني سابق وعضو في مجلس الأمن، المقدونيين الأتراك الذين يعيشون في إيطاليا على المشاركة في تعداد مقدونيا الشمالية لعام 2021.

#### رومانيا
منذ أوائل العقد الأول من القرن الحادي والعشرين، كان هناك انخفاض كبير في عدد سكان الأقلية الرومانية التركية بسبب قبول رومانيا في الاتحاد الأوروبي والتخفيف اللاحق من قوانين السفر والهجرة. وبالتالي، انضم الرومانيون الأتراك، وخاصة من منطقة دوبروجة، إلى مواطنين رومانيين آخرين في الهجرة إلى إيطاليا.

### الهجرة التركية من بلاد الشام

#### قبرص
بدأ القبارصة الأتراك مغادرة جزيرة قبرص إلى أوروبا الغربية بأعداد كبيرة لأسباب اقتصادية وسياسية في القرن العشرين، خاصة بعد أزمة قبرص 1963-1964 ثم الانقلاب القبرصي عام 1974 الذي نفذه المجلس العسكري اليوناني. الذي أعقبه الغزو التركي المعاكس للجزيرة. في الآونة الأخيرة، مع توسيع الاتحاد الأوروبي في عام 2004، كان للقبارصة الأتراك الحق في العيش والعمل في جميع أنحاء الاتحاد الأوروبي، بما في ذلك في إيطاليا، كمواطنين في الاتحاد الأوروبي.
تقدم جمهورية شمال قبرص التركية المساعدة لسكانها القبارصة الأتراك الذين يعيشون في إيطاليا عبر مكتب تمثيل الجمهورية التركية لشمال قبرص الموجود في روما؛ بالإضافة إلى ذلك، يعمل المكتب في روما على تعزيز العلاقات الودية بين جمهورية شمال قبرص التركية وإيطاليا، فضلاً عن العلاقات الاقتصادية والثقافية.

## التركيبة السكانية
وفقًا للمعهد الوطني للإحصاء، كان هناك 19,068 شخصًا من تركيا يعيشون في إيطاليا في عام 2010. ومع ذلك، في عام 2009، قدرت الدكتورة ياسمين جاكرر أن هناك 30.000 إلى 40.000 شخص من أصل تركي يعيشون في إيطاليا. يعيش غالبية الأتراك في شمال غرب وشمال شرق إيطاليا، ولا سيما في روما وميلانو والبندقية.

## مشاهير
- أوزالب بابا أوغلو، أستاذ علوم الكمبيوتر بجامعة بولونيا
- ريان بانيا، لاعب كرة قدم (أم تركية وأب بنيني)
- ياسين ديميرال، مخرج وكاتب سيناريو (من أصل تركي ألماني)
- ليلى جينجر، سوبرانو أوبرا (أب تركي وأم بولندية)
- محمد غونسور، عارض أزياء وممثل ومنتج
- فيوري دي هنريكيز، نحات (أم تركية وروسية؛ أب إسباني) [11]
- أنطوان إيلجيت، كاهن يسوعي كاثوليكي اعتنقه بعد الإسلام السني (أصل تركي ألماني)
- عفاف جنيفان، عارضة أزياء وممثلة (أم تونسية تركية وأب تونسي) [12]
- جوليان أوكليبو، لاعبة تنس (أم تركية أمريكية وأب إيطالي)
- فرزان أوزبيتك، مخرج سينمائي وكاتب سيناريو
- بيريهان الرومية، سوبرانو وعارضة أزياء
- باتوهان بياتي، طاهي شهير وملياردير (أب تركي وأم إيطالية) [13]
- هوغو برات، مؤلف قصص مصورة
- ياسمين سانينو مغنية وممثلة (أم تركية وأب إيطالي)
- إيفون سانسون، ممثلة (أم تركية وأب فرنسي روسي) [14] [15]
- نيشه سايلس، ممثلة وراقصة ومقدمة (أم تركية وأب جامايكي)
- جيم سلطان، أمير عثماني
- فرانشيسكو تاسكايالي، عازف بيانو وملحن (أب تركي وأم إيطالية)
- دينيز أونيل، مغنية (أب تركي وأم إيطالية)